# Gajusz Centeniusz
Gaius Centenius – propretor w roku 217 p.n.e., uczestnik II wojny punickiej. W Umbrii zadał mu klęskę Maharbal – jeden z dowódców wojsk Hannibala.